# Purka
Die Purka (norwegisch für Sauberg, auch bekannt als Mount Corry) ist ein markanter Bergkamm mit zwei Zeugenbergen im ostantarktischen Kempland. Sie ragt 8 km südöstlich des Gjeitafjell in der Hansenfjella auf. Der Galtefjellet ist der südlichere der beiden Zeugenberge.
Norwegische Kartografen, die auch die Benennung vornahmen, kartierten die Erhebung anhand von Luftaufnahmen, die bei der Lars-Christensen-Expedition 1936/37 entstanden. Namensgeber der vom Antarctic Names Committee of Australia (ANCA) am 29. Juli 1965 vorgenommenen Benennung ist der australische Geodät und Glaziologe Maxwell John Corry (* 1940), der 1965 auf der Mawson-Station tätig und 1968 an Vermessungen des Amery-Schelfeises beteiligt war.